# Рудольф Тайсс
Рудольф Франц Тайсс (нім. Rudolf Franz Theiß; 18 грудня 1887, Кронштадт — 17 червня 1961, Ландек) — австро-угорський, австрійський і німецький офіцер, генерал-майор вермахту (1 вересня 1941). Кавалер Німецького хреста в сріблі.

## Біографія
18 серпня 1906 року вступив в австро-угорську армію. Учасник Першої світової війни, після завершення якої продовжив службу в австрійській армії. З 1935 року — командир 15-го бронетанкового батальйону (в 1937 році перейменований на просто бронетанковий батальйон). Після аншлюсу 15 березня 1938 року автоматично перейшов у вермахт. Влітку 1938 року призначений командиром 33-го танкового дивізіону. 10 листопада 1938 року переведений у Вюнсдорське училище танкових військ. З 1 лютого 1939 року — командир 1-го танкового училища. 6 вересня 1943 року відправлений в резерв фюрера. З 1 жовтня 1943 року — начальник відділу в штабі інспектора бронетанкових військ, пізніше очолив групу «Статут і пропаганда». В кінці війни уникнув полону і решту життя прожив у Тіролі. Похований у Відні.

## Нагороди
- Ювілейний хрест
- Пам'ятний хрест 1912/13
- Бронзова медаль «За військові заслуги» (Австро-Угорщина) з мечами
- Хрест «За військові заслуги» (Австро-Угорщина) 3-го класу з військовою відзнакою і мечами
- Орден Залізної Корони 3-го класу з військовою відзнакою і мечами
- Військовий Хрест Карла
- Пам'ятна військова медаль (Австрія) з мечами
- Пам'ятна військова медаль (Угорщина) з мечами
- Почесний знак «За заслуги перед Австрійською Республікою», золотий знак
- Хрест «За вислугу років» (Австрія) 2-го класу для офіцерів (25 років)
- Орден Заслуг (Австрія), лицарський хрест
- Почесний хрест ветерана війни з мечами
- Медаль «За вислугу років у Вермахті» 4-го, 3-го, 2-го і 1-го класу (25 років)
- Хрест Воєнних заслуг
  - 2-го класу з мечами (1 вересня 1941)[1]
  - 1-го класу з мечами (1 вересня 1942)[1]
- Німецький хрест в сріблі (30 квітня 1945)